# كياه ستوكس
كياه ستوكس (بالإنجليزية: Kiah Stokes)‏ مواليد 30 مارس 1993 في سيدار رابيدز، هي لاعبة كرة سلة أمريكية معتزلة. بدأت مسيرتها الاحترافية في سنة 2015. تم اختيارها من قبل فريق نيويورك ليبرتي خلال الدرافت ولعبت معه في دوري الاتحاد الوطني لكرة السلة النسائية كلاعب وسط. وحملت الرقم 41. يبلغ طولها 6 قدم 3 بوصة (1.9 م).

## روابط خارجية
- كياه ستوكس على موقع الاتحاد الدولي لكرة السلة (الإنجليزية)
- كياه ستوكس على موقع الاتحاد الوطني لكرة السلة النسائية (الإنجليزية)
- كياه ستوكس على موقع كرة السلة الأوروبية.كوم (الإنجليزية)
- كياه ستوكس على موقع كلية كرة السلة في سبورتس رفرنس.كوم (الإنجليزية)
- كياه ستوكس على موقع بروبوليرز (الإنجليزية)
- كياه ستوكس على موقع سبورتس رفرنس (الإنجليزية)
- كياه ستوكس على موقع أوليمبيديا (الإنجليزية)